# Kristne symboler
 Denne artikel omhandler kristne symboler andre end trosbekendelser. Opslagsordet har også en anden betydning, se Symbol.
Kristne symboler. Symbol, på græsk symbolon, kommer af det græske verbum symballein, der betyder "sammenføje, passe sammen".
(Dahlby, s.7)

## Billedgalleri
- Det kristne kors som symbol på opstandelsens under. Korset er bart -i modsætning til krucifixet, som er et kors med en Kristusskikkelse - krucifikset symboliserer/illustrerer Jesu lidelse og død
- Labarum eller Chi-Rho symbol, de to første bogstaver i Χριστός, græsk for Kristus.
- Fisken,dette tegn står for de første kristne.
- Tau-kors
- Agnus Dei - Lammet som Kristussymbol
- Treenighedsskjold
- Jesu monogram: IHS (el. JHS) læst som Jesus Hominum Salvator (Jesus, menneskenes frelser
- Alfa og omega, første og sidste bogstav i græske alfabet. Kristus er begyndelsen og enden, jvf Johs. åb. 1,8
- Evangelistsymboler: Oksen for Lukas, Ørnen for Johannes, Løven for Markus og Mennesket for Matthæus
- JHVH, de fire hebraiske bogstaver i gudsnavnet Jahve

(Kilde: commons:Religious_symbol#Christianity)